# Aimé Rembry-Barth

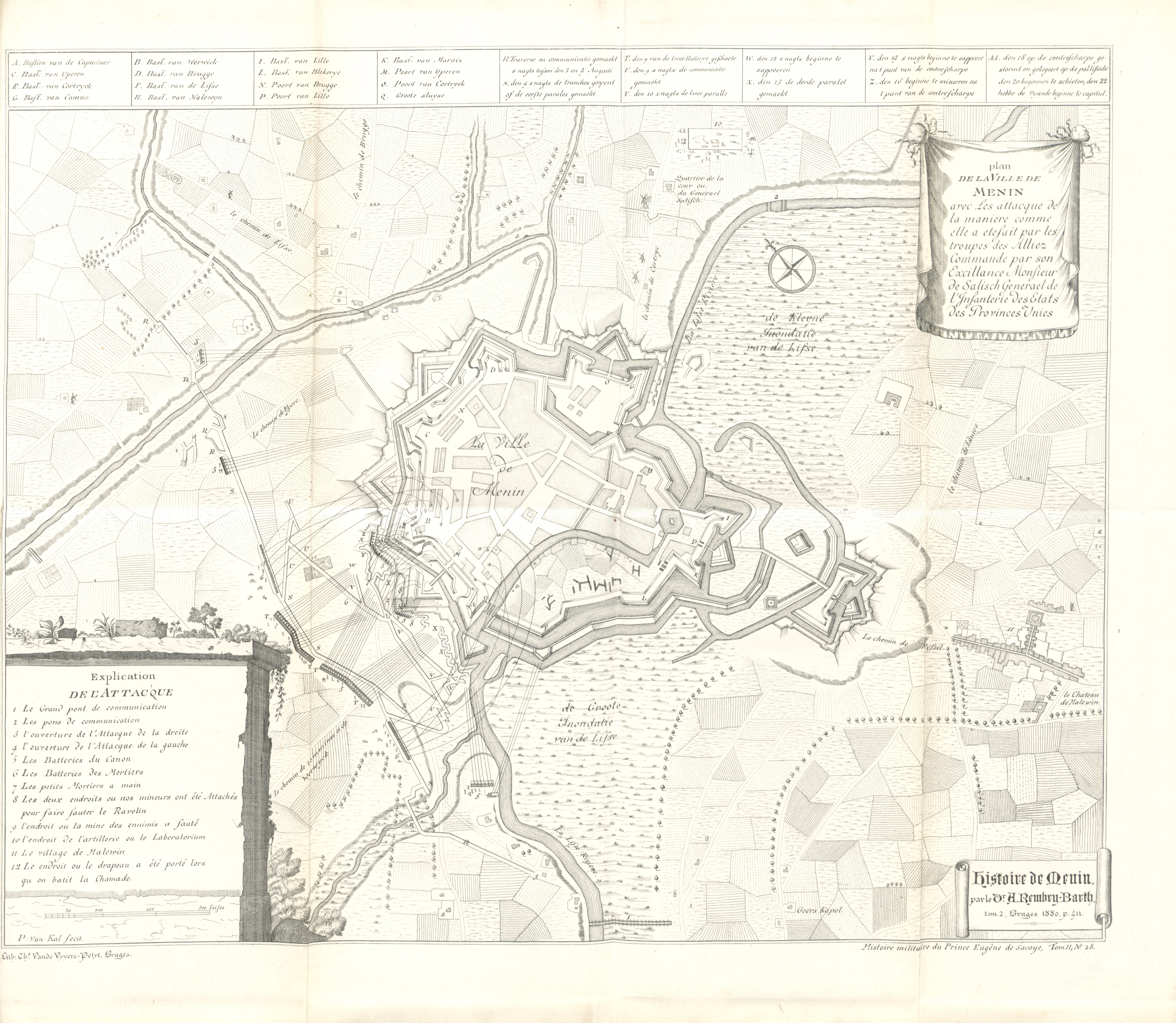
Beleg van Menen door de Verenigde Provinciën (1706) door Rembry-Barth.

Aimé-Louis-Fidèle Rembry-Barth (Moorsele, 13 mei 1832 - Menen, 8 februari 1894) was arts en archivaris van de stad Menen. Hij schreef een volledige geschiedenis van zijn thuisstad, Histoire de Menin, d'après les documents authentiques (4 vol., 1880). 

## Levensloop
Aimé-Louis-Fidèle Rembry was een zoon van de arts Aimé-Jean Rembry (1806-1878), burgemeester van Menen en van Clémentine Delva (1810-1846). Hij was een broer van Ernest Rembry. Hij trouwde met Alice Barth.
Rembry-Barth was lid van volgende historische kringen:
- Société historique et littéraire de Tournai
- Société historique, archéologique et littéraire de la ville d'Ypres
- Cercle archéologique de Mons
- Société paléontologique et archéologique de Charleroi
- Commission historique du department du Nord
- Société académique d'agriculture, sciences et arts de Douai
- Société littéraire, historique et archéologiques de Lyon

Dr. Rembry-Barth werd ook provincieraadslid van West-Vlaanderen.

## Publicaties
- Histoire de Menin, d'après les documents authentiques (4 vol., 1880) (digitaal beschikbaar op ABES  )
- Coup-d'Oeil Sur l'Instruction Publique a Menin (1881)

## Eerbetoon
- Hij werd onderscheiden als ridder in de Leopoldsorde.[2][3]
- De heemkundige kring van Menen werd in eer naar hem vernoemd.

## Voetnoten
1. ↑  Huwelijksaankondiging Aimé Rembry en Alice Barth. (1859) (raadpleegbaar via Universiteitsbibliotheek Gent)
2. ↑  Vandecastelle-Werbrouck. Annales de la Société d'emulation pour l'étude de l'histoire et des antiquities de la Flandre. (1883, para. 37) (op Google Books)
3. ↑  Genootschap voor geschiedenis, Brugge. Handelingen, Volumes 44-45. (1895, para. 35). (op Google Books)